# San Antonio Dragons
Die San Antonio Dragons waren ein US-amerikanisches Eishockeyfranchise der International Hockey League aus San Antonio, Texas. Ihre Heimspielstätte war das Arizona Veterans Memorial Coliseum und gelegentlich der Alamodome.

## Geschichte
Das Franchise der Peoria Rivermen aus der International Hockey League wurde 1996 nach San Antonio, Texas, umgesiedelt und in San Antonio Dragons umbenannt. In ihrer ersten Spielzeit, der Saison 1996/97, erreichten die Dragons den ersten Platz der Midwest-Division der IHL und qualifizierten sich somit für die Play-offs. Dort verloren sie in der zweiten Runde und schieden aus. Des Weiteren trugen die Spieler der San Antonio Dragons in der Spielzeit 1996/97 zu Heimspielen komplett weiße und zu Auswärtsspielen komplett schwarze Trikots. Dies hatte den Grund, dass das gewünschte Trikotdesign noch nicht verfügbar war. 
Der Klub konkurrierte mit den damals ebenfalls in San Antonio angesiedelten Iguanas aus der Central Hockey League. Auch durch diese Konkurrenzsituation konnte der Verein nicht die erhofften Zuschauerzahlen verzeichnen. Nach einer weiteren Saison in der International Hockey League, lösten sich die Dragons im Sommer 1998 auf Grund finanzieller Probleme auf.

## Saisonstatistik
Abkürzungen: GP = Spiele, W = Siege, L = Niederlagen, T = Unentschieden, OTL = Niederlagen nach Overtime SOL = Niederlagen nach Shootout, Pts = Punkte, GF = Erzielte Tore, GA = Gegentore, PIM = Strafminuten
| Saison  | GP | W  | L  | T | OTL | SOL | Pts | Platz       | Playoffs                   |
| 1996–97 | 82 | 45 | 30 | 7 | —   | —   | 97  | 1., Midwest | Niederlage in der 2. Runde |
| 1997–98 | 82 | 25 | 49 | 8 | —   | —   | 58  | 5., West    | nicht qualifiziert         |

## Bekannte Spieler
- Andy Roach
- Jean-Guy Trudel
- Len Barrie
- Sjarhej Stas
- Jason Miller